# Cratere Abassi
Abassi è un cratere sulla superficie di Rea.